# آیت دحمان
آیت دحمان یک منطقهٔ مسکونی در الجزایر است که در ناحیه ثنیه واقع شده‌است. آیت دحمان ۳٫۲ کیلومتر مربع مساحت دارد ۵۴۰ متر بالاتر از سطح دریا واقع شده‌است.